# Slay the Princess
Slay the Princess ist eine Horror-Visual-Novel, die im Herbst 2023 von Studio Black Tabby Games auf den Plattformen Windows, Linux und MacOS veröffentlicht wurde. Der Spieler nimmt die Rolle eines vermeintlichen Helden ein, der eine in einem Kerker eingesperrte Prinzessin töten muss, um die Welt zu retten.
Durch eine spielbare Demo im Juni 2022 und einer Ankündigung auf der PAX East 2023 im Jahr darauf erregte das Spiel bereits vor seinem Release breitere Aufmerksamkeit von Spielern und Kritikern.

## Handlung und Spielprinzip
Ein explizit benannter Erzähler erklärt dem Spieler die zunächst Ausgangslage, er müsse eine Hütte aufsuchen und die dort gefesselte Prinzessin töten, um das Ende der Welt zu verhindern. Durch Interaktionen mit seiner Umgebung (beispielsweise durch das Aufheben eines Messers) und Dialogoptionen mit der Prinzessin erschafft er sich seine eigene Geschichte.
Zentral für das Spielgeschehen sind außerdem Zeitschleifen. Nach jedem Tod des Spielers wird der Erzählstand scheinbar zurückgesetzt, nur dass die Prinzessin eine auf den vorherigen Entscheidungen basierte neue Gestalt annimmt. Ebenso kommt eine neue Erzählstimme hinzu, die auf die Geschehen reagiert und sich oft konträr zum Erzähler verhält.

## Entwicklung
Slay the Princess wurde vom US-amerikanischen Independent-Studio Black Tabby Games entwickelt, das von der Cartoonistin Abby Howard und ihrem Mann Tony Howard-Arias gegründet wurde. Nach dem Erfolg ihres ersten Videospiels, dem episodischen Horror-Adventure Scarlet Hollow, entschied sich das Ehepaar für die Entwicklung eines Spiels, das stereotype Märchenlemente wie die „Jungfrau in Nöten“ (englisch: Damsel in Distress) parodiert.
Als Inspiration in puncto Konzept und Handlung nannten die Entwickler die Videospiele The Stanley Parable und Disco Elysium sowie den Horror-Klassiker Cthulhus Ruf, eine Erzählung von H. P. Lovecraft. Als künstlerische Vorlagen zählt die Designerin Abby Howard unter anderem die Künstler Jhonen Vasquez und Edward Gorey. Stilistisch auffällig sind die bleistiftgezeichneten Hintergründe.
Die Erzählstimmen wurden von Jonathan Sims, Sprecher des Podcasts The Magnus Archives, bereitgestellt.

## Rezeption
Die erste Demo galt für die Maßstäbe eines Indie-Spiels als sehr erfolgreich, so konnte Slay the Princess über 20.000 Wunschlisten-Eintragungen auf Steam erreichen. Positiv beurteilt wurden vor allem die spannende Prämisse, die unkonventionelle Erzählweise und der Horror-Artstyle.
Eine erweiterte und publikumswirksame Demo wurde im März 2023 auf der PAX East vorgestellt, die Rezensent Eric von Allen vom Magazin Destructoid als den „unerwarteten Showstopper“ der Messe bezeichnete.
Nach der Veröffentlichung am 23. Oktober 2023 fielen die Bewertungen für das Spiel größtenteils sehr positiv aus. Bei einer Bewertung von 93/100 lobt GameGeneral besonders die optische Umsetzung der Visual Novel.